# Crosse de l'abbaye de Villeloin
Lors de travaux réalisés sur la commune de Villeloin-Coulangé au début des années 1920, deux crosses abbatiales ont été trouvées.

## Crosse en ivoire duXIIIesiècle

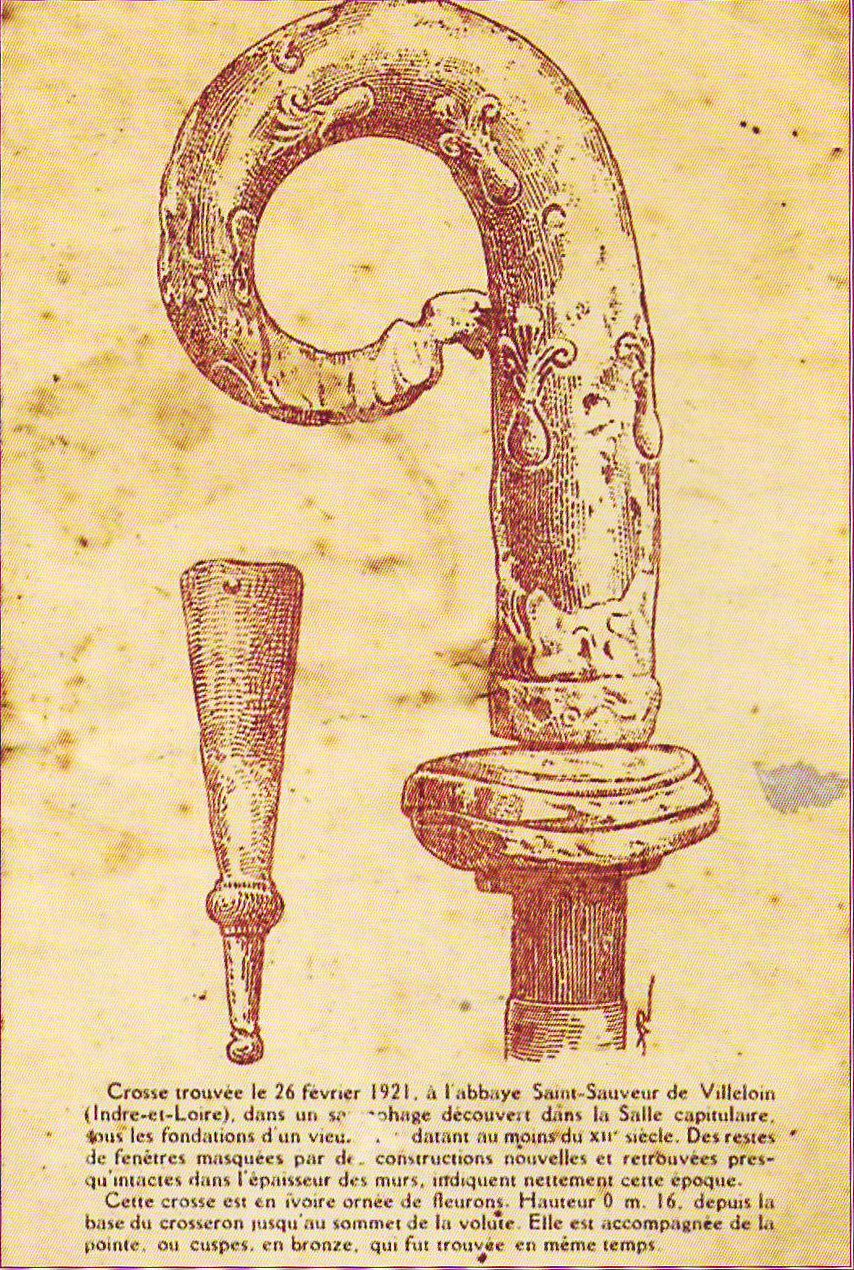
Crosse épiscopale du XIIIe siècle en ivoire de 16 cm. Elle est ornée de fleurons.

Cette crosse pastorale (crosse abbatiale) du XIIIe siècle fait l’objet d’un classement au titre objet des monuments historiques depuis le 9 juillet 1921.
Elle a été mise au jour par Monsieur Charles Paillaud le 26 février 1921. Elle se trouvait dans un tombeau, sous le pavage d'une salle qui fut à l'époque identifiée comme l'ancienne salle capitulaire de l'Abbaye Saint-Sauveur de Villeloin. Il est difficile de savoir si les fouilles de 1921 s'attachèrent à l'ensemble des sols ou furent ponctuelles. Une laiterie fut alors édifiée sur cet emplacement et elle y a fonctionné jusque dans les années 1990. L'examen comparatif des vestiges de l'abbaye au regard du parcellaire actuel du village  de Villeloin-Coulangé et du plan Monasticon Gallicanum permet de localiser avec une quasi-certitude cette salle capitulaire. Le sol actuel profondément bétonné et les bouleversements visibles des structures anciennes ne laissent guère subsister d'espoir de tirer des enseignements nouveaux du lieu. Cette salle capitulaire avait un carrelage du XVe siècle ; elle nous est connue par une description de Dom Brunet, au XVIIe siècle.
Cette crosse en ivoire de 0,16 m (0′ 6″) est datée des environs de l'an 1200. Elle fut trouvée associée à la bouterolle (ou cuspes) de bronze qui terminait sa hampe. Le musée de Cluny put acquérir cette rare pièce en avril 1929 de Monsieur Paillaud, pour la somme de 13 000 FRF (8 954,14 EUR2023). Elle est exposée au musée dans la salle des ivoires. Dans un article sur « la nouvelle crosse romane du musée de Cluny », publié en 1930 dans la Revue archéologique, Elisa Maillard a souligné la qualité de cette acquisition en déplorant que sa mise à jour n'ait été accompagnée d'aucun indice de nature à éclairer les contours de cette remarquable découverte. Bien qu'ayant souffert de son séjour prolongé sous terre, cette crosse représente encore un fin décor de bourgeons à peine éclos d'où s'échappent quelques éléments végétaux. Le Journal d'Indre et Loire du Dimanche, en date du 19 mars 1921, no 62, relate dans un court entrefilet cette découverte archéologique en précisant

« ... on vient de découvrir à deux mètres environ au-dessous du niveau actuel du sol deux tombeaux. Ils étaient placés au-dessous des fondations de grosses murailles. Dans l'un de ces tombeaux on a trouvé les restes d'une crosse en ivoire. »

## Crosse en cuivre émaillée duXIIIesiècle

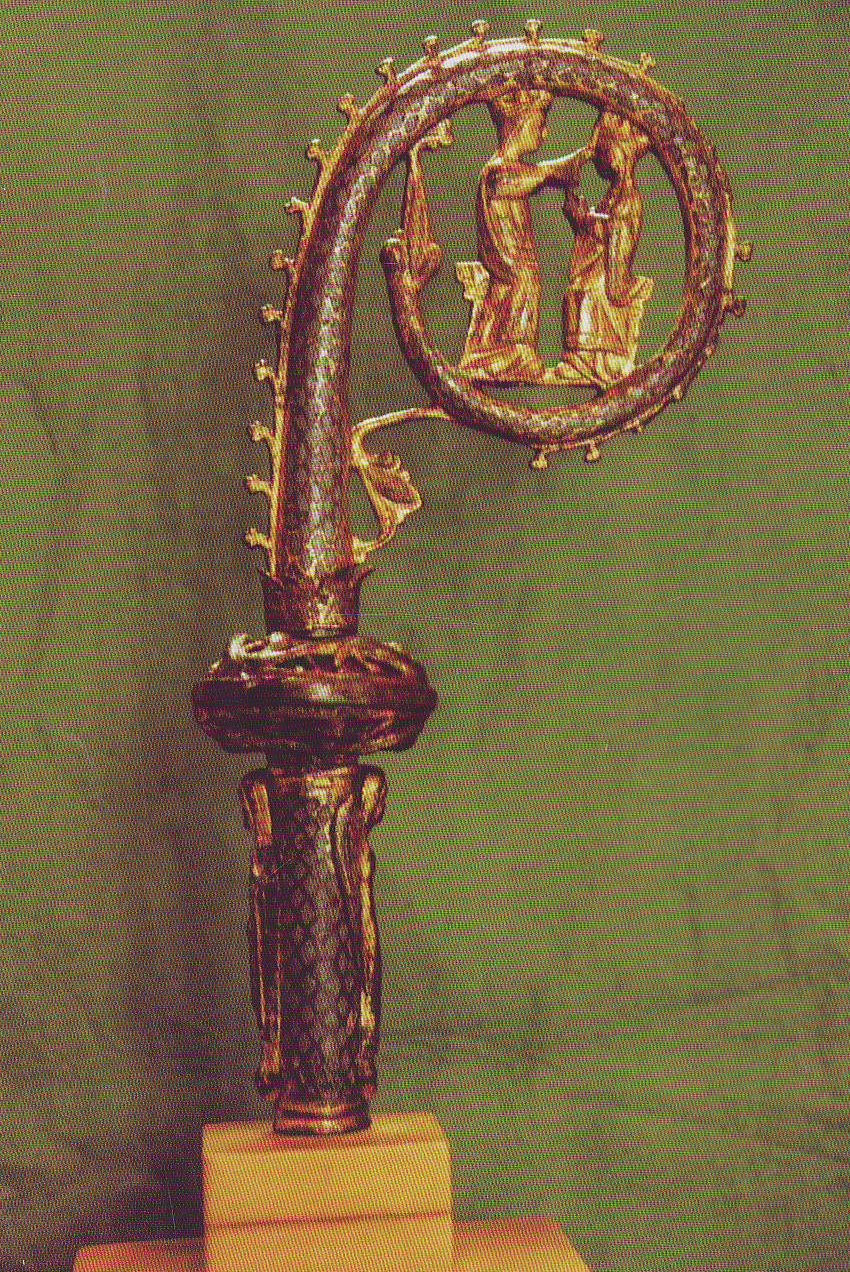
Crosse en cuivre émaillé du XIIIe siècle.
Emaux limousins.

Cette seconde crosse a été mise à jour dans la même salle que la première le 13 juillet 1921.
C'est un travail d'émaillerie limousine.
Elle a été réalisée vers 1220-1235. Faite de cuivre embouti, champlevé, gravé, émaillé et doré. Émail bleu moyen. Hauteur 32,7 cm - Largeur 18 cm.
On y voit le Couronnement de la Vierge dans la volute et l'Annonciation sur la douille.
Elle était naguère visible au musée de l'Hôtel Goüin à Tours désormais fermé.
Le Couronnement de la Vierge par le Christ, inscrit dans le crosseron de cette pièce superbe, est assez peu répandu dans l'iconographie des crosses qui nous sont parvenues. Cette crosse a été, dans les années 1990, l'objet d'un nettoyage approfondi qui a donné de l'éclat à la pièce mais a, hélas, purgé le nœud de résidus terreux datant de son enfouissement, sans qu'aucune analyse ni examen n'ai été mis en œuvre.

« Dans son ouvrage sur les crosses limousines, publié en 1941, le savant conservateur qu'était Jean-Joseph Marquet de Vasselot souligne la rareté de la douille de la crosse de Villeloin, ornée de deux figures d'applique représentant la Vierge et l'ange de l'Annonciation. Il ne relève que des autres exemples semblables (no 37 et 62 de son catalogue). Cette iconographie illustre une des affirmations théologiques les plus développées au XIIe siècle, notamment pas Bernard de Clairvaux : la Vierge, par son Fiat de l'Annonciation, s'inscrit bien comme « la Nouvelle Ève » qui introduit la régénération du genre humain. Cette dimension salvifique des mystères joyeux et glorieux de la vie de la Vierge trouve son point d'orgue, et comme son aboutissement, dans le Couronnement de la Vierge, souvent par le Père Éternel, ici par le Christ. La référence à des sermons de Bernard de Clairvaux sur la Corédemption de la Vierge pourrait expliquer cette scène qui ne connaît pas, sinon, de fondement évangélique. »

La présence de ces deux crosses dans l'environnement de l'Abbaye de Villeloin donne une indication sur la place réelle de cet établissement, fondé dès le IXe siècle, à la période médiévale. Ces deux objets, surtout la crosse émaillée, étaient précieux, et très coûteux et semblent indiquer que leurs possesseurs étaient des abbés d'un certain renom.